# 台湾比赖藓
台湾比赖藓（学名：Brotherella formosana）为锦藓科比赖藓属下的一个种。

## 扩展阅读
- 維基物種上的相關：台湾比赖藓